# Minona indonesiana
Minona indonesiana är en plattmaskart som beskrevs av Martens och Curini-Galletti 1989. Minona indonesiana ingår i släktet Minona och familjen Monocelididae.
Artens utbredningsområde är Indiska oceanen. Inga underarter finns listade i Catalogue of Life.